# ایتریم(III) سولفید
ایتریم(III) سولفید (به انگلیسی: Yttrium(III) sulfide) با فرمول شیمیایی Y۲S۳ یک ترکیب شیمیایی است. که جرم مولی آن ۲۷۴٫۰۱ g/mol می‌باشد. شکل ظاهری این ترکیب، جامد سفید است.